# Manna (sångare)
Mariam "Manna" Jäntti, född 1977 i Paris i Frankrike, är en finländsk sångerska.
Hennes debutalbum Sister släpptes i maj 2007 och hamnade på albumlistan i Finland. Hennes musikstil har jämförts med Cat Power och PJ Harvey.
Manna har algeriskt påbrå. Hennes äldre bror Harri Antero Jäntti är gitarrist och är mer känd under artistnamnet Rane Raitsikka. Hon har varit gift med Mikko Lindström, känd som gitarrist i rockgruppen HIM. Tillsammans har de ett barn.

## Diskografi
Album
- Sister (2007)
- Songs of Hope and Desire (2009)
- Shackles (2011)
- Blackbird (2014)

Singlar
- "Sing for You" (2007)
- "I Gave In" (2007)
- "Just For Tonight" med Ville Valo (2007)
- "Some Girls / Some Boys" (2009)
- "Truth Song" (2009)
- "Holy Dirty Game" (2009)
- "Lead Me" (2011)
- "Battleships" (2011)
- "Shackles" (2011)
- "Troublebirds" (2014)
- "Mobile" (2014)